# Smash (term)

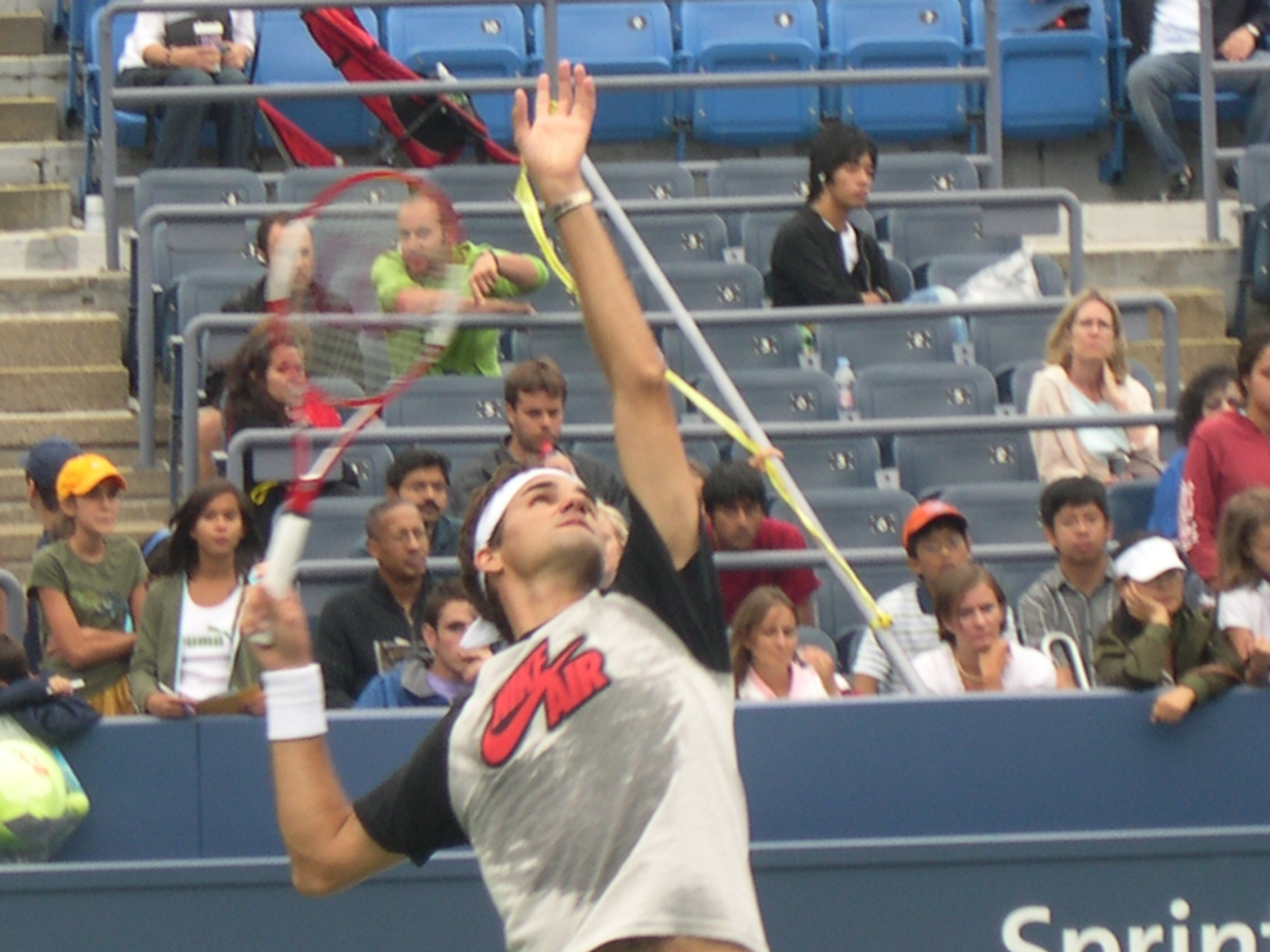
Roger Federer tijdens de US Open 2006

Een smash is een term uit het volleybal, het badminton en het tennis. Het is een krachtige beweging waarmee de bal of shuttle met veel snelheid naar de grond van het speelveld van de tegenstander wordt geslagen. In volleybal gebeurt dit meestal boven het net, waarbij de speler in de lucht hangt en de bal met een snelle, neerwaartse beweging slaat, vaak na een set-up door een teamgenoot. In tennis wordt een smash vaak gebruikt als een antwoord op een hoge bal (bijvoorbeeld een lob) die gemakkelijk boven het hoofd van de speler kan worden geraakt, vergelijkbaar met de beweging van de opslag. De smash is een aanvallende techniek die erop gericht is het punt direct te scoren of de tegenstander onder druk te zetten.

## Volleybal
De spelverdeler geeft een set-up, waarna de aanvaller deze hard over het net slaat. Met behulp van de juiste techniek zal de bal zo steil mogelijk naar beneden geslagen worden. Door gebruik van de pols kan de richting aangepast worden. Een smash wordt vaak gemaakt aan het net, maar het is ook mogelijk om de aanval vanaf de 3 meter lijn uit te voeren, waardoor de tegenstander verrast kan worden.

## Badminton
Bij badminton komt een smash als de tegenstander de shuttle hoog speelt. Met behulp van de juiste techniek zal de shuttle strak en hard over het net geslagen worden richting de grond. Hierbij kan de shuttle zeer hoge snelheden bereiken. Het snelheidsrecord in de badminton is 417 km/h, geslagen door Lee Chong Wei in 2017, in een partij tegen Viktor Axelsen . Mede hierdoor is badminton de snelste indoorsport ter wereld. 